# Ernst Kasenzer
Ernst Kasenzer (* 19. Juni 1891 in Skungirren; † 1. Februar 1943 in Dachau) war ein deutscher Kaufmann, evangelischer Volksmissionar, Mitglied der Bekennenden Kirche, Widerstandskämpfer gegen den Nationalsozialismus, Häftling im KZ Buchenwald und im KZ Dachau.

## Leben
Kasenzer besuchte nach dem Abschluss der Volksschule das Gymnasium von Insterburg. Danach erlernte er den Beruf des Kaufmanns – ein Beruf, der ihn offenbar nicht ausfüllte. Als evangelischer Christ wollte er anderen Menschen von seinem Glauben erzählen. Er wurde Volksmissionar und kam bei seinem Dienst für verschiedene Landeskirchen auch nach Thüringen. Er fand in Hanna Müller, der Tochter des Pfarrers von Wenigensömmern, seine Frau, die er am 1. Oktober 1939 heiratete. Sie wurden die Eltern von zwei Töchtern. Bei seinen Evangelisations-Auftritten erregte er durch seine freimütigen kritischen Bemerkungen zur Hitler-Verehrung das Missfallen von NS-Stellen. Als er den Hitler-Gruß verweigerte, gab er der Gestapo den Anlass, ihn zu verhaften. Am 5. März 1942 wurde er in das Polizeigefängnis von Weimar eingeliefert, wo er vier Wochen zubrachte und seine Frau vergeblich um seine Freilassung ersuchte. Danach wurde er ins KZ Buchenwald deportiert. Nach einem Vierteljahr wurde er ins KZ Dachau verlegt, weil man ihn als Volksmissionar für einen Pfarrer hielt. Er bekam die Häftlingsnummer 30640 und wurde in den Pfarrerblock eingewiesen. Die Bibel, das für ihn wichtigste Buch, wurde ihm abgenommen.
Im Alter von 52 Jahren starb Kasenzer an Entkräftung. Seine Frau wurde mit der Lüge abgespeist, ihr Mann sei an  einer „Lungenentzündung“ gestorben.